# 宇治東インターチェンジ
宇治東インターチェンジ（うじひがしインターチェンジ）は、京都府宇治市にある京滋バイパス（国道1号）のインターチェンジ。

## 概要
- 宇治東ICは、瀬田方面のハーフICである。

## 道路
- E88 京滋バイパス（4番）

## 接続道路
- 京都府道7号京都宇治線（宇治街道）

## 料金所
- ブース数：4

### 入口
- ブース数：2　
  - ETC専用：1　
  - ETC•一般：1

### 出口
- ブース数：2　
  - ETC専用：1　
  - ETC•一般：1

## 周辺
- アルプラザ宇治東
- 京阪電気鉄道宇治線三室戸駅
- 宇治川

## 隣
E88 京滋バイパス
(3) 笠取IC - (4) 宇治東IC - (5) 宇治西IC